# Trend Micro
A Trend Micro é uma empresa multinacional de cibersegurança com sede global em Tóquio, Japão. A empresa desenvolve software de segurança corporativa para servidores, contêineres e ambientes de computação em nuvem, redes e endpoints. Seus produtos de segurança em nuvem e virtualização fornecem segurança automatizada para clientes da VMware, [3] Amazon AWS, [4] Microsoft Azure, [5] e Google Cloud Platform. [6] Um de seus produtos de maior destaque é a Trend Micro Cloud One, que é voltado para proteção de ambientes de nuvem híbrida.
A fundadora Eva Chen atua como diretora executiva (CEO) da Trend Micro, cargo que ocupa desde 2005. Ela sucedeu o CEO fundador, Steve Chang, que agora atua como presidente do conselho (chairman).

## História

### Início
A empresa foi fundada em 1988 em Los Angeles por Steve Chang (張明正, Chang Ming-cheng), sua esposa, Jenny Chang, e sua irmã, Eva Chen (陳怡樺) . A empresa foi criada com o lucro da venda anterior de Steve Chang de um dongle de proteção contra cópias para a norte-americana Rainbow Technologies. Logo após o estabelecimento da empresa, seus fundadores mudaram a sede para Taipei.
Em 1992, a Trend Micro assumiu uma empresa japonesa de software para formar a Trend Micro Devices e estabeleceu sede no Japão. Em seguida, fez um acordo com a fabricante de CPUs Intel, com a qual produzia um produto antivírus para redes locais (LANs) à venda sob a marca Intel. A Intel pagou royalties à Trend Micro pelas vendas do LANDesk Virus Protect nos Estados Unidos da América e na Europa, enquanto a Trend pagou royalties à Intel pelas vendas na Ásia. Em 1993, a Novell começou a agrupar o produto com seu sistema operacional de rede. Em 1996, as duas empresas concordaram com a continuação de dois anos do contrato, no qual a Trend tinha permissão para comercializar globalmente o produto Server Protect com sua própria marca, ao lado da marca LANDesk da Intel.
A Trend Micro foi listada na Bolsa de Tóquio em 1998 sob o código 4704. A empresa começou a negociar na bolsa de valores da NASDAQ, com sede nos Estados Unidos, em julho de 1999.

### Anos 2000
Em 2004, o CEO fundador, Steve Chang, decidiu dividir as responsabilidades do CEO e presidente do conselho da empresa. A co-fundadora da empresa, Eva Chen, sucedeu Steve Chang como diretora executiva da Trend Micro em janeiro de 2005. Antes de ser CEO, Eva atuava como diretora de tecnologia da empresa desde 1996 e, antes disso, vice-presidente executiva desde a fundação da empresa em outubro de 1989. Steve Chang manteve sua posição como presidente da empresa.
Em maio de 2005, a Trend Micro adquiriu a empresa de antispyware InterMute, com sede em Braintree, Massachusetts, por US$ 15 milhões. A Trend Micro integrou totalmente o programa antispyware SpySubtract da InterMute em suas ofertas de produtos antispyware até o final daquele ano. Em junho de 2005, a Trend Micro adquiriu a Kelkea, desenvolvedora de software antispam de San Jose, na Califórnia. A Kelkea desenvolveu o Sistema de Prevenção de Abuso de Correio (MAPS) e o software de filtragem de IP que permitiam aos provedores de serviços de Internet bloquear spam e fraudes de phishing.
Em março de 2007, a Trend Micro adquiriu o programa antispyware freeware HijackThis do seu criador Merijn Bellekom por uma quantia não revelada. A Trend Micro retirou suas ações da bolsa de valores da NASDAQ em maio. Mais tarde, em outubro do mesmo ano naquele ano, a Trend Micro adquiriu a Provilla, desenvolvedora de software de prevenção de perda de dados baseada em Mountain View, Califórnia. A Provilla foi a criadora do LeakProof, software que permitia às empresas bloquear a transmissão de dados confidenciais e alertar os gerentes de segurança sobre tentativas de transmissão.
A Trend Micro adquiriu a Identum em fevereiro de 2008 por uma quantia não revelada. A Identum, fundada e posteriormente desmembrada pelo departamento de criptografia da Universidade de Bristol, desenvolveu um software de criptografia de e-mail baseado em ID. O presidente da Identum, Steve Purdham, era empresário em série. As duas empresas estavam originalmente conversando com a Trend Micro para licenciar a tecnologia da Identum, mas a Trend Micro mais tarde decidiu comprar a empresa imediatamente. O Identum foi renomeado para Trend Micro (Bristol) e sua tecnologia de criptografia foi integrada aos produtos existentes da Trend Micro. Os produtos Identum existentes foram continuados, mas vendidos sob a marca Trend Micro. Também naquele ano, a Trend Micro processou a Barracuda Networks pela distribuição deste último do ClamAV como parte de um pacote de segurança. A Trend Micro alegou que o uso do ClamAV pela Barracuda violou uma patente de software de propriedade da Trend Micro para filtrar vírus em um gateway da Internet. Em 19 de maio de 2011, o Departamento de Patentes e Marcas Registradas dos Estados Unidos emitiu uma Rejeição Final no reexame da patente nr. 5.623.600 da Trend Micro nos EUA .
Em abril de 2009, a Trend Micro adquiriu a Third Brigade com sede em Ottawa, Canadá, por uma quantia não revelada  . A Third Brigade desenvolveu um software de prevenção e intrusão baseado em host, usado hoje como base da solução de proteção de nuvem híbrida Deep Security. A Third Brigade foi reincorporada como Trend Micro Canada Technologies.

### Anos 2010

Logo Trend Micro

(em construção)

### Brasil
A Trend Micro está no Brasil desde 1996 e possui escritórios em São Paulo, Rio de Janeiro, Brasília e Porto Alegre.